# Jacques Bianco
Jacques Bianco (* 27. Juni 1928 in Nizza; † 20. Februar 2011 in Fumel) war ein französischer Radrennfahrer und nationaler Meister im Radsport.

## Sportliche Laufbahn
Bianco war im Straßenradsport aktiv. Er wurde 1952 nationaler Meister im Straßenrennen der Unabhängigen. 1956 wurde er Berufsfahrer im Radsportteam Mercier-BP-Hutchinson, in dem er bis zum Ende seiner Karriere als Radprofi 1961 fuhr.
1954 wurde er Zweiter der Tunesien-Rundfahrt hinter Étienne Amelijnck aus Belgien. Er siegte auf drei Tagesabschnitten in diesem Etappenrennen. 1957 gewann er die Tour de Champagne mit zwei Etappensiegen vor Joseph Wasko. 1958 holte er erneut einen Etappensieg.
1957 gewann er das Eintagesrennen Poitiers–Saumur–Poitiers. Im Rennen Bordeaux–Saintes belegte er 1957 den zweiten Platz. hinter Maurice Pelé. 1957 schied er in der Tour de France aus.